# Giv'at Ram

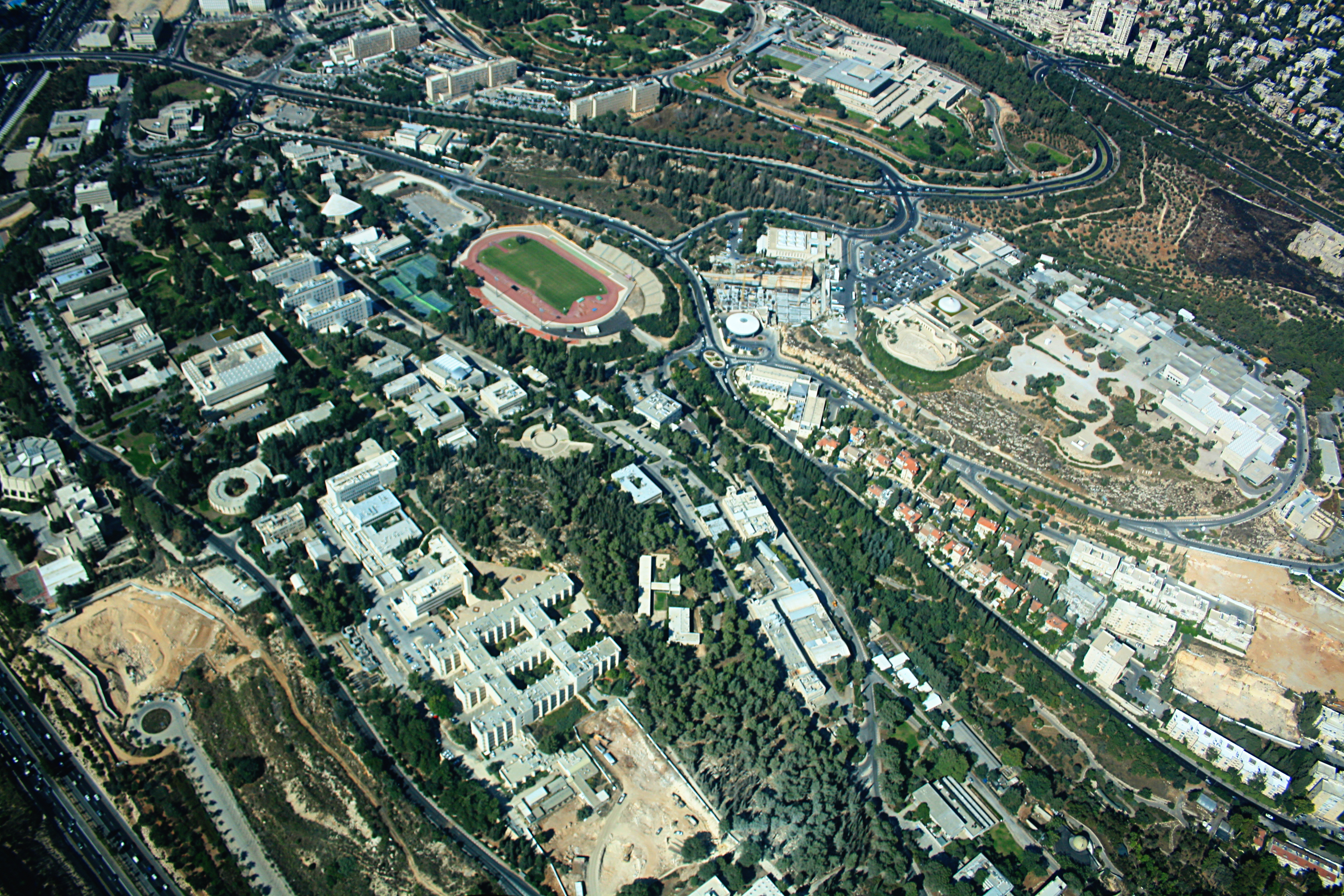
Letecký pohled na čtvrť Giv'at Ram

Giv'at Ram (hebrejsky: גבעת רם) je městská čtvrť v západní části Jeruzaléma v Izraeli, která je sídlem politických, kulturních a školských institucí celostátního významu.

## Geografie
Leží v nadmořské výšce okolo 800 metrů, cca 3 kilometry západně od Starého Města. Na východě s ní sousedí čtvrti Rechavja, Ša'arej Chesed, Nachla'ot a Kirjat Šmu'el, na severu Ec Chajim, na západě Kirjat Moše, Bejt ha-Kerem. Na jihu sousedí se čtvrtěmi Najot, Neve Granot, Giv'at Mordechaj a Katamon. Přímo uprostřed Giv'at Ram se rozkládá menší čtvrť Neve Ša'anan. Nachází se na zvlněném hřbetu s několika dílčími vrcholky, který na západě prudce spadá do údolí vádí Nachal Chovevej Cijon, kterým vede nová dálniční komunikace (západní obchvat města) Sderot Menachem Begin. Severní část distriktu s vládními budovami bývá také označována jako Kirjat ha-Le'um (Město národa, קריית הלאומ), střední část poblíž budov Knesetu a ministerstev se nazývá Kirjat ha-Memšala (Vládní město, קריית הממשלה). Název Giv'at Ram bývá v tomto podrobnějším názvosloví aplikován spíše jen na jižní část čtvrti s univerzitním komplexem. Populace čtvrti je židovská, ale v drtivé většině nejde o trvale obývané objekty.

## Dějiny
Vznikla po vzniku státu Izrael a rozdělení Jeruzaléma v důsledku války na nezávislost po roce 1948. Izrael tehdy potřeboval vybudovat důstojné a trvalé sídlo pro některé klíčové národní instituce. Během funkčního období šestého Knesetu zvoleného ve volbách roku 1965 se sídlo izraelského parlamentu přesunulo sem, do nového objektu na severovýchodním úpatí Giv'at Ram. V důsledku války také muselo dojít k výstavbě nového kampusu Hebrejské univerzity, která vyrostla na západním okraji čtvrtě, v areálu sestávajícím z více než 50 budov a slavnostně otevřeném v roce 1958. Nachází se tu rovněž objekty Izraelského muzea, Židovské národní a univerzitní knihovny nebo Nejvyššího soudu Státu Izrael.

## Fotogalerie

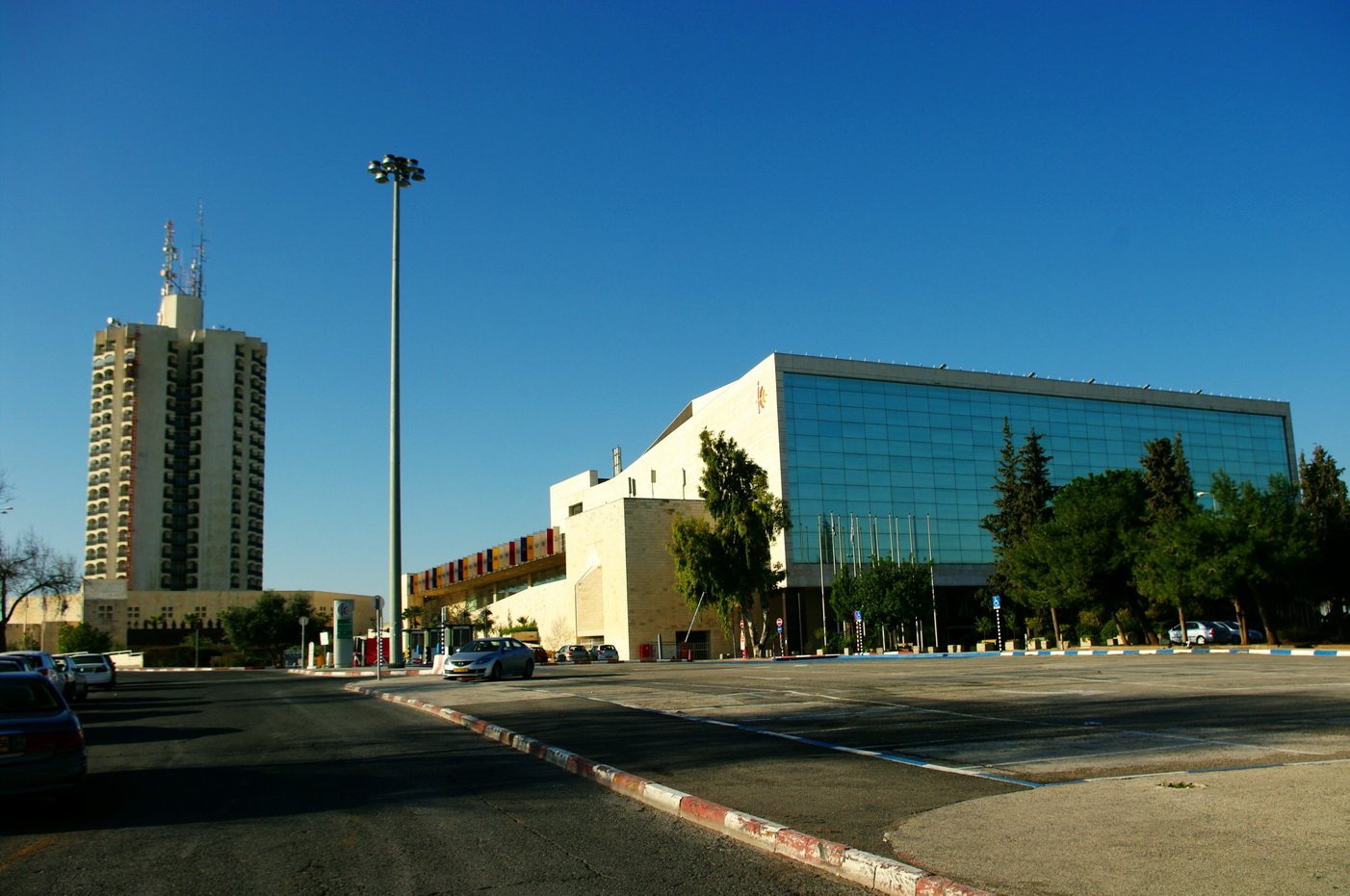
Mezinárodní kongresové centrum
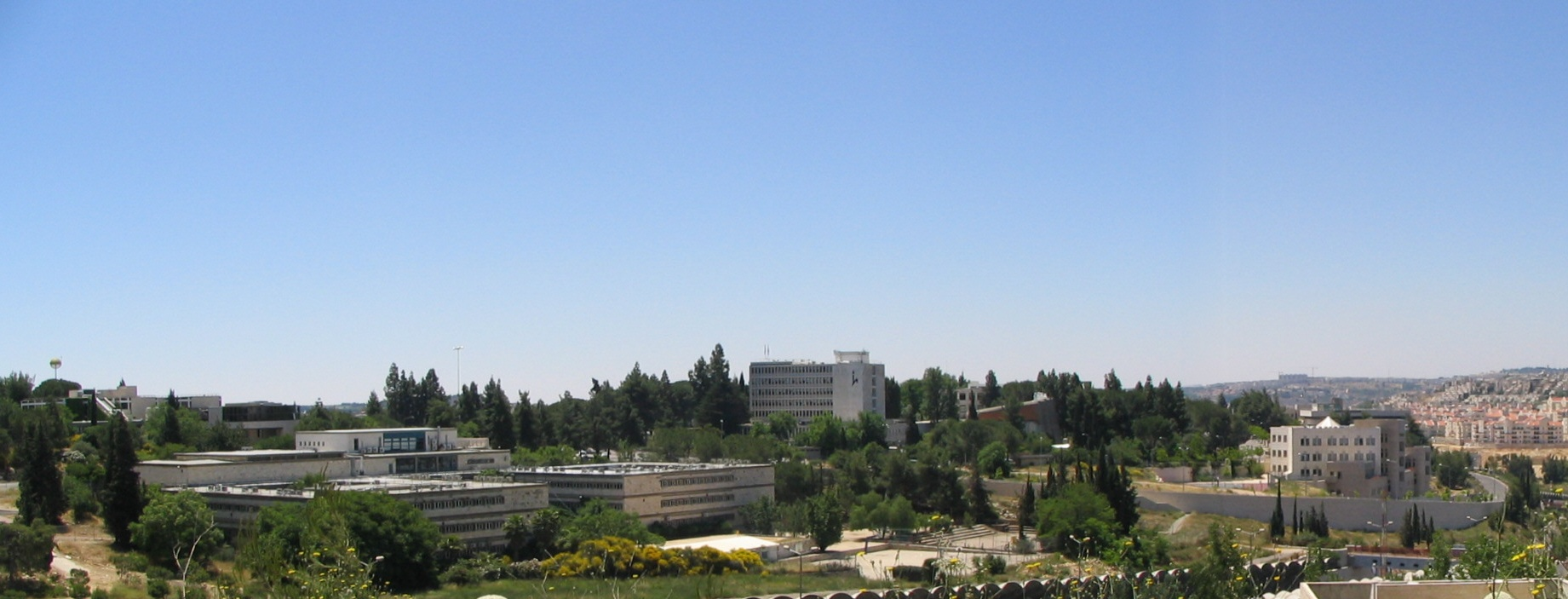
Areál Hebrejské univerzity
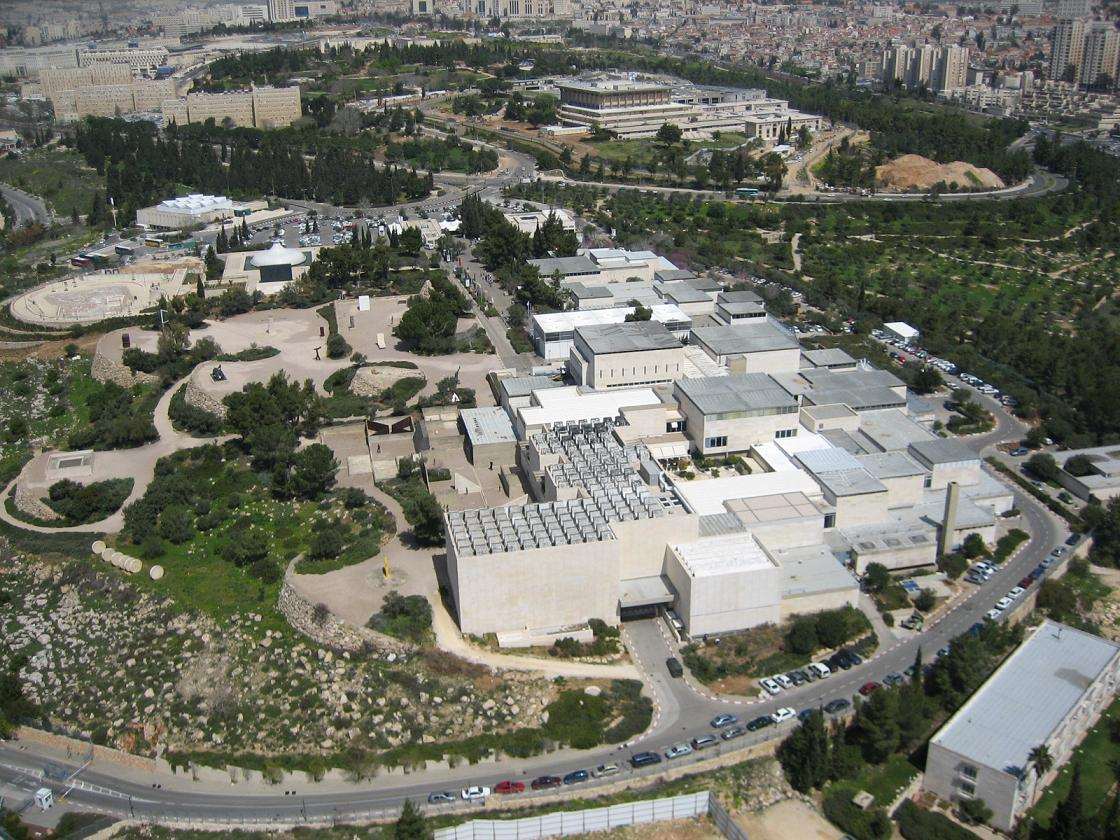
Areál Izraelského muzea
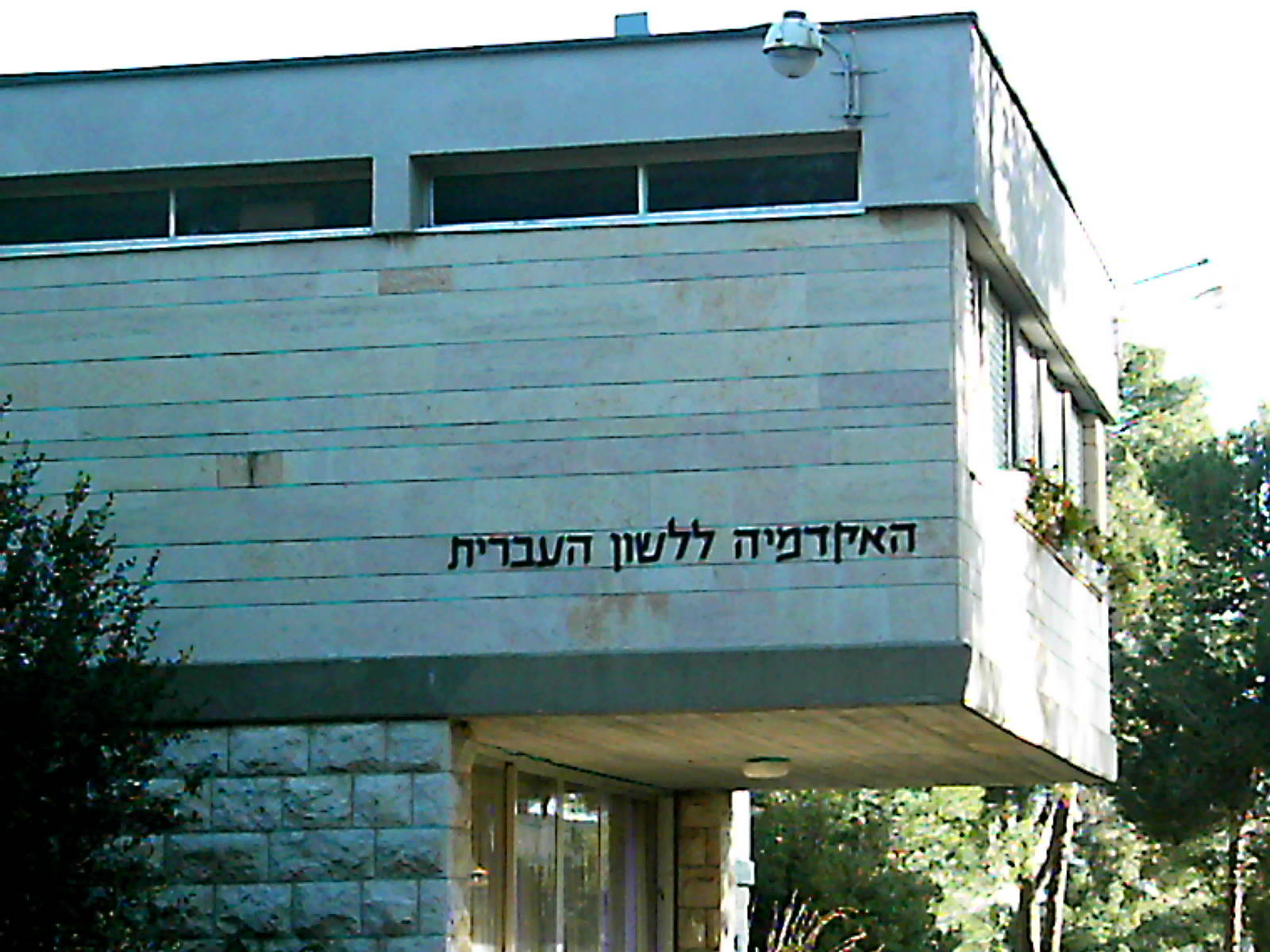
Budova Akademie hebrejského jazyka
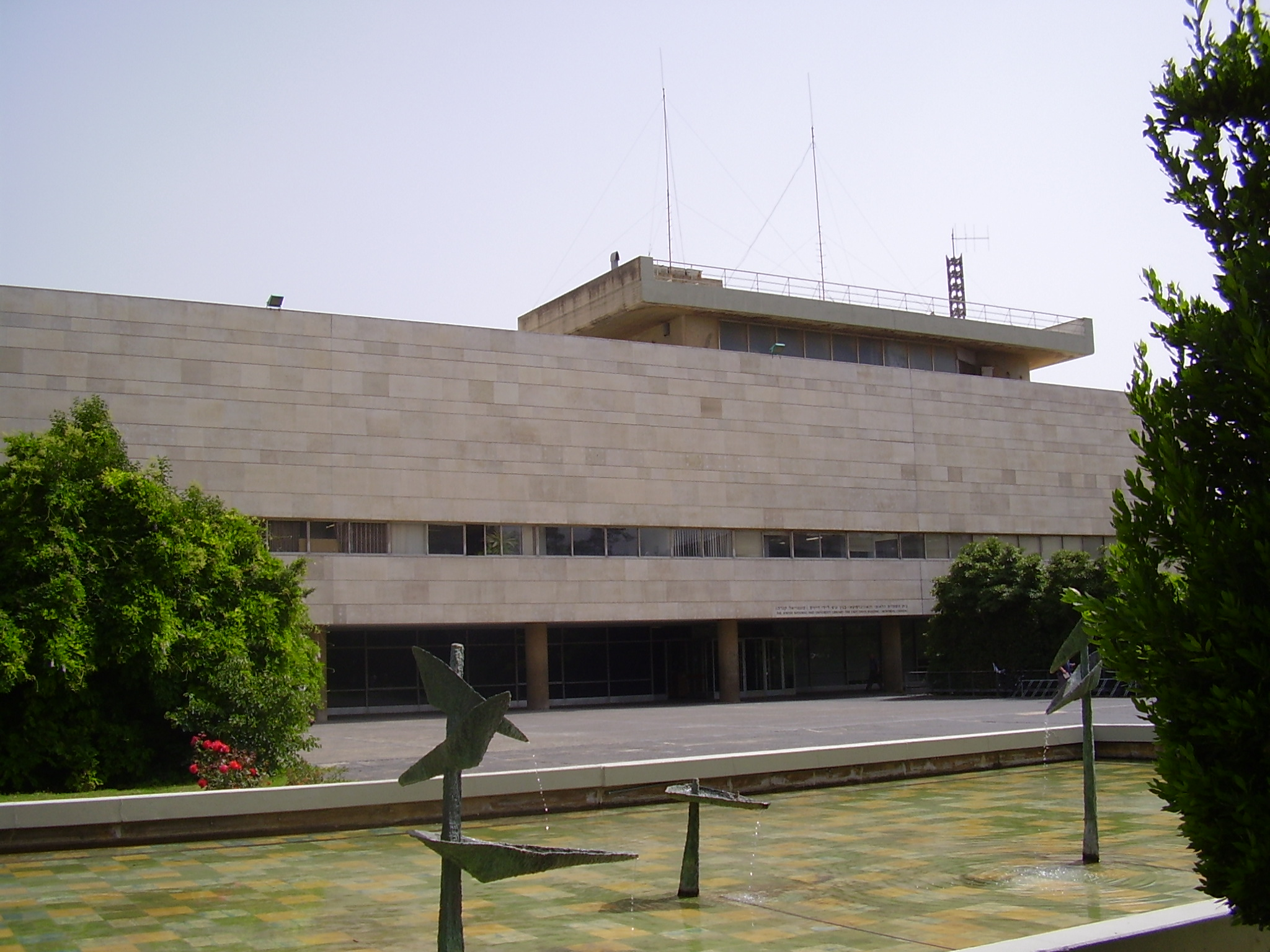
Budova Národní knihovny Izraele
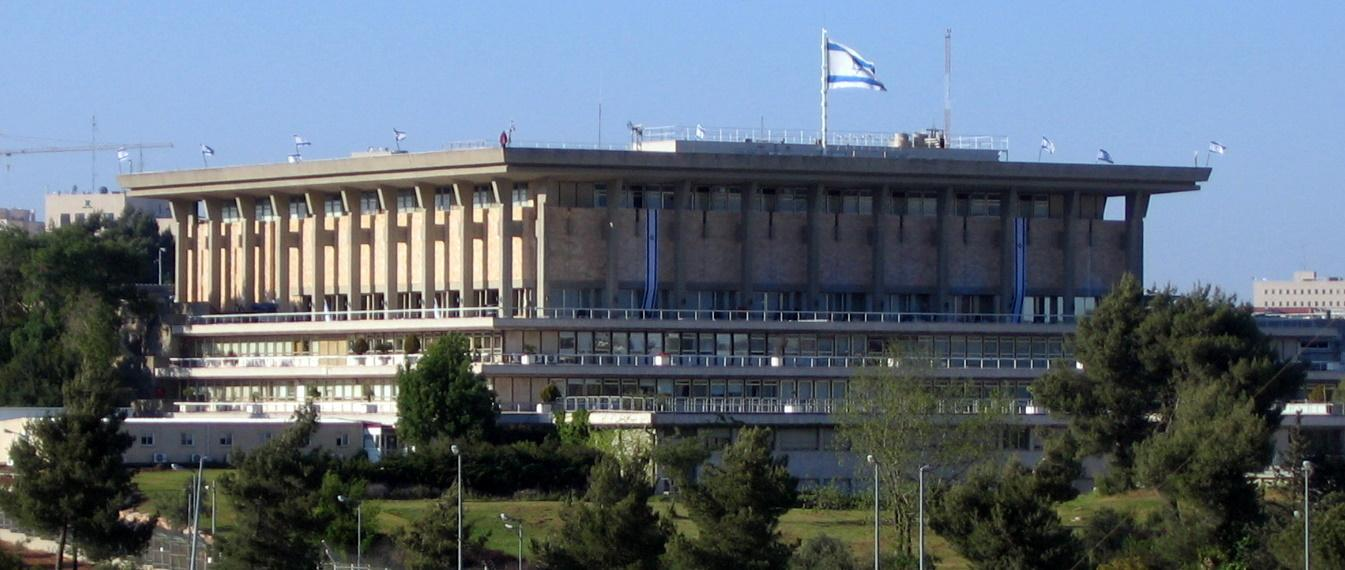
Budova Knesetu